# Rupert Rheeder
Rupert Rheeder (* 19. November 1976 in Barberton) ist ein ehemaliger südafrikanischer Radrennfahrer.
2005 fuhr Ruper Rheeder für das Continental Team Exel. In diesem Jahr wurde er Afrikameister im Straßenrennen und gewann eine Etappe der Ägypten-Rundfahrt sowie drei der Senegal-Rundfahrt. Bei den Commonwealth Games 2006 im australischen Melbourne wurde er 12. in der Einerverfolgung auf der Bahn. Zusammen mit seinen Landsleuten belegte er in der Mannschaftsverfolgung den fünften Rang. In der Gesamtwertung der UCI Africa Tour 2006 wurde er Zweiter hinter Jérémie Ouédraogo aus Burkina Faso. 2007 gewann er drei Etappen der Ägypten-Rundfahrt.

## Erfolge
2005
- eine Etappe Ägypten-Rundfahrt
- drei Etappen Senegal-Rundfahrt
- Afrikameister – Straßenrennen

2006
- drei Etappen Ägypten-Rundfahrt

## Teams
- 2005 Team Exel

...
- 2007 Harmony-Schwinn